# لیسا لویله
لیسا لویله (به انگلیسی: Lise Leveille) ژیمناست زادهٔ ۱۴ آوریل ۱۹۸۲ میلادی اهل کشور کانادا است.